# هم (مسلسل)
هم (بالإنجليزية: Them )‏ هو مسلسل دراما رعب أمريكي من بطولة أليسون بيل، ريان كوانتن وشهادي رايت جوزيف. صدر المسلسل على منصة برايم فيديو في 9 أبريل 2021.